# Kościół św. Franciszka z Asyżu i św. Piotra z Alkantary w Namysłowie
Kościół św. Franciszka z Asyżu i św. Piotra z Alkantary – rzymskokatolicki kościół parafialny w Namysłowie. Świątynia należy do parafii św. Franciszka z Asyżu i św. Piotra z Alkantary w Namysłowie w dekanacie Namysłów zachód, archidiecezji wrocławskiej.
30 kwietnia 1963 roku do rejestru zabytków województwa opolskiego wpisano:
- zespół klasztorny franciszkanów, ul. Krótka 4, XIV-XVIII, nr rej.: 680/63 z 30.04.1963 oraz 688/63 z 16.10.1963:
- kościół, ob. magazyn
- klasztor, ob. dom mieszkalny

## Historia kościoła
Budowę świątyni rozpoczęto prawdopodobnie na początku XIV wieku. Początkowo zbudowano mały kościół (obecne prezbiterium), nawa główna pochodzi z  XV wieku. W 1420 roku, przy istniejącym wówczas kościele zbudowano klasztor. Od 1536 roku, klasztor po przejęciu przez protestantów, służył jako szpital i magazyn. Świątynię zostawiono w rękach franciszkanów. Z czasem jednak kościół zaczął stopniowo niszczeć. Po wizytacji w 1666 roku stwierdzono, że kościół zwany „polskim” ma uszkodzone sklepienia i jest w złym stanie technicznym. W dniu 21 lutego 1654 roku ponownie przejęli go katolicy. Na mocy dekretu z 30 grudnia 1667 roku, przekazany został ponownie zakonowi Braci Mniejszych (OFM) przybyłym z Nysy. Sprawozdania z tamtego czasu podają, że kościół uznano za całkowicie zniszczony, a sklepienia uszkodzone. Został tylko jeden ołtarz przedstawiający Wniebowzięcie NMP. Od 1671 roku franciszkanie rozpoczęli prace budowlane. Od 18 października 1675 roku świątynia nosiła nowe wezwanie św. Piotra z Alkantary. W tym dniu ponownie kościół został konsekrowany. Wnętrze kościoła przebudowano, nadając mu cechy barokowe. W 1681 roku osadzono wieżyczkę na dachu prezbiterium.
W 1810 roku, w wyniku upaństwowienia majątków klasztornych, kościół został zamknięty. Ostatnie nabożeństwo odprawiono 2 maja 1812 roku. Świątynię zamieniono na magazyn wojskowy. Trzynaście lat później kupiły go władze miejskie, zamieniając świątynię na spichlerz. Zamurowano wówczas część okien. Wyposażenie sprzedano lub przekazano do innych kościołów. Do dzisiaj w kościele pw. Świętych Apostołów Piotra i Pawła w Namysłowie znajdują się ołtarze: 
- Św. Piotra z Alkantary,
- Św. Antoniego,
- Św. Franciszka,
- Krzyża Świętego
- Stacje Drogi Krzyżowej.

Do Bogacicy trafił ołtarz Czternastu Wspomożycieli. Marmurowa posadzka została zerwana i w 1814 przekazana Kościołowi ewangelickiemu.
W 1905 roku odnowiono wieżyczkę, a w latach 1924–1925 wyremontowano dach. Po II wojnie światowej kościół nadal służył jako magazyn, przechowywano tu m.in. części samochodowe, nawozy i beczki na piwo.
18 sierpnia 1982 roku na prośbę proboszcza parafii św. Apostołów Piotra i Pawła w Namysłowie, Ministerstwo Kultury i Sztuki przekazało jej na wieczyste użytkowanie zabytkowy kościół. Od tego momentu rozpoczęły się prace remontowe.
11 listopada 1988 roku, w 70. Rocznicę Odzyskania Niepodległości, przystosowany do sprawowania liturgii kościół, uroczyście poświęcił arcybiskup metropolita wrocławski, ksiądz kardynał Henryk Gulbinowicz.
W latach 1990–1992 wybudowano zakrystię.

## Wyposażenie i wnętrze kościoła
Jest to murowana z cegły, gotycka budowla posiadająca prezbiterium z początku XIV wieku, do którego w XV wieku dobudowano nawę. Wnętrze jest trójnawowe, halowe, przebudowane w stylu barokowym w II połowie XVII wieku. Z tego okresu zachowały się fragmenty dekoracji:
- po stronie północnej - fragmenty polichromii barokowej imitującej baldachim z draperią,
- po stronie południowej – sztukaterie (liście akantu i palmety) obejmujące cztery owalne płyciny z malowanymi scenami z życia św. Bonawentury[4].